# Lucy Lee Flippin
Lucy Lee Flippin née le 23 juillet 1943 à Philadelphie (Pennsylvanie) aux États-Unis, est une actrice américaine.

## Biographie
Elle est connue pour avoir joué le rôle de l'institutrice Eliza Jane Wilder, sœur d'Almanzo Wilder, dans la série télévisée La Petite Maison dans la prairie.

### Vie privée
Lucy Lee a un fils unique : Christopher qui l'a rendue grand-mère.

## Filmographie

### Cinéma
- 1977 : Annie Hall : serveuse au Health Food Restaurant
- 1978 : En route vers le sud : Diane Haber
- 1983 : Flashdance : secrétaire
- 1985 : Police Academy 2 : Au boulot ! : Mom in Mercedes
- 1987 : Prof d'enfer pour un été (Summer School) : Mme Cura
- 1988 : Les Fantômes d'Halloween (Lady in White) : Grace La Della
- 1989 : Ma Femme Est Un Loup-Garou : Infirmière Mammosa
- 1993 : Un monde parfait : une vendeuse de Friendly's

### Télévision

#### Séries télévisées
- 1979-1982 : La Petite Maison dans la prairie : Eliza Jane Wilder (18 épisodes)
- 1984 : Newhart : propriétaire de cheval (1 épisode)
- 1984 : Alice : Dotty (1 épisode)
- 1985 : Histoires fantastiques (Amazing stories), (Saison 1, episode 4) : La bibliothécaire
- 1991 : La Fête à la maison : La professeur (saison 5, épisode 1)
- 1996 : Beverly Hills, 90210 : La bibliothécaire (saison 7,épisode 1) Vacances à Alamo
- 1999 : Urgences : Une patiente  (saison 5, épisode 21)
- 2000 : Charmed : Helen (saison 2, épisode 17)